# São Nicolau (Kaapverdië)
São Nicolau (Portugees voor Sint-Nicolaas) is een bergachtig eiland van Kaapverdië, gelegen tussen de eilanden Santa Luzia en Sal. Het telt 12.817 inwoners en heeft een oppervlakte van 388 vierkante kilometer.

## Geografie
Het bergachtige eiland is onderworpen aan droogte.
Het hoogste punt is de berg Monte Gordo (1312 m). Andere bergen zijn de Monte Bissau in het centrum van het eiland en de Pico do Alberto, in het oosten.
Het eiland São Nicolau is voor statistische doeleinden opgedeeld in de volgende plaatsen:
| - Água das Patas - Belém - Boqueirão - Cabeçalinho - Cachaço - Caleijão - Campinho - Canto Fajã - Carriçal - Carvoeiros - Chã de Norte | - Cidade da Ribeira Brava - Cidade do Tarrafal - Covoada - Estancia de Braz - Fajã de Baixo - Figueira de Cocho - Fragata - Hortelã - Juncalinho - Lompelado - Morro | - Morro Braz - Palhal - Pico Agudo - Pombas - Praia Branca - Preguiça - Queimadas - Ribeira Funda - Ribeira Prata - Talho |

## Geschiedenis
São Nicolau werd voor het eerst bewoond in de zestiende eeuw en staat bekend om zijn bergen en de stad Ribeira Brava, de vroegere zetel van het bisdom van Kaapverdië. De enige andere stad op het eiland is Tarrafal.
Door een hongersnood in de jaren 40 zijn veel inwoners gevlucht, met name naar Sao Tomé en Principe.
Tot 2005 telde het hele eiland als één gemeente. Sindsdien is het opgedeeld in twee aparte gemeentes: Ribeira Brava en Tarrafal de São Nicolau.

## Vervoer

### Luchtvaart
Het eiland São Nicolau heeft een eigen vliegveld Aeródromo da Preguiça. Dit vliegveld kan alleen met een binnenlandse vlucht worden bereikt, hoofdzakelijk via de internationale luchthaven Cesária Évora op het nabijgelegen eiland São Vicente.

### Vervoer met de bus
Op het eiland São Nicolau kan gebruik worden gemaakt van zogeheten aluguer-vervoer. Dit wordt uitgevoerd met autobusjes met circa 10 personen.

### Taxi
Alle taxi´s in Kaapverdie hebben een bepaalde kleur. Voor het eiland São Nicolau is dit x.

## Economie
De economische activiteiten bestaan uit landbouw, waaronder bananen. Ongeveer 60 procent van de bevolking leeft op het platteland.

### Toerisme
Het toerisme is door de moeilijke bereikbaarheid van het eiland nog niet ontwikkeld. Het eiland wordt vooral door wandelaars bezocht.

## Afbeeldingen

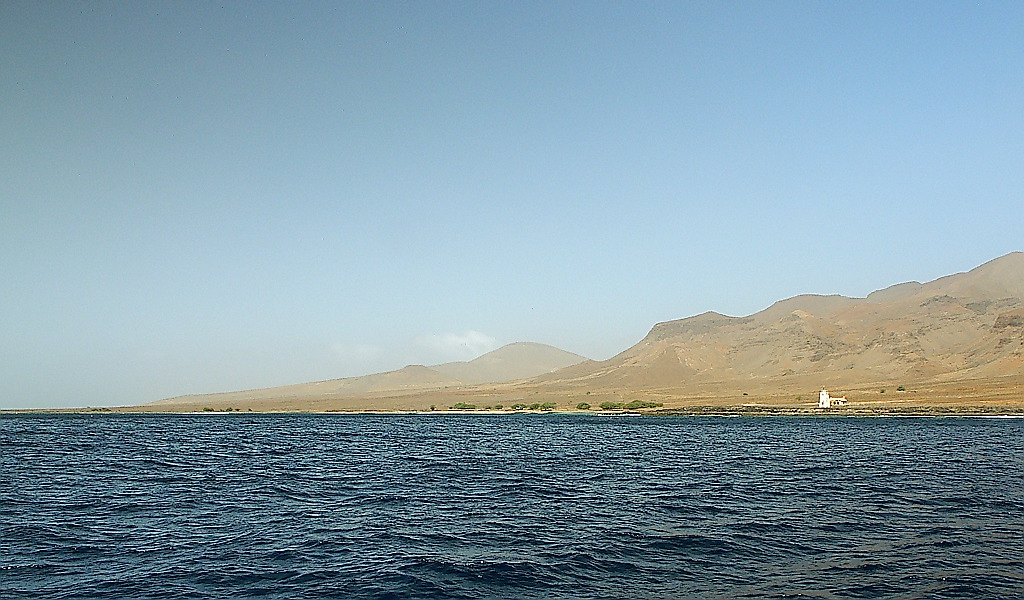
Kustlijn van São Nicolau
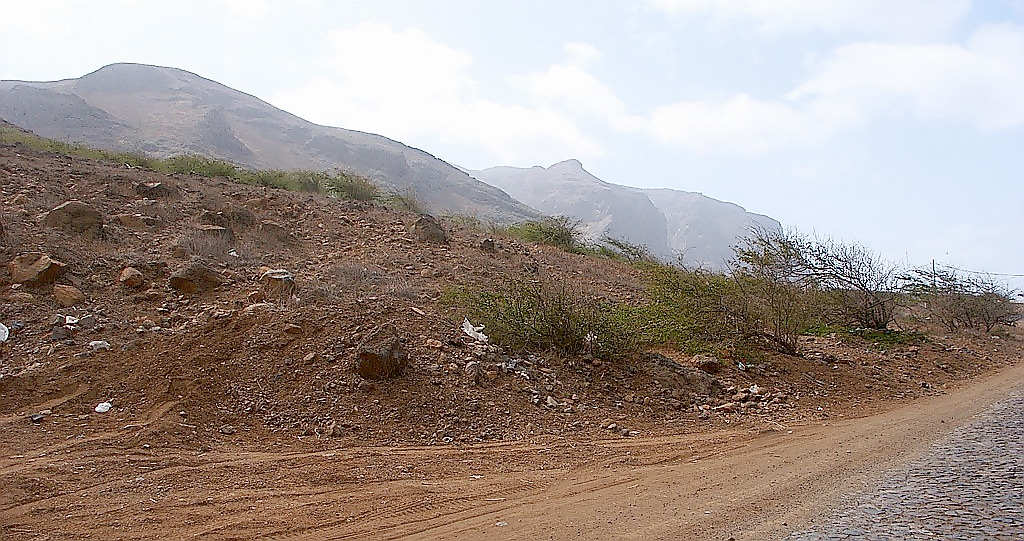
Gebergte van São Nicolau

Barlavento-archipel: Boa Vista · Branco · Razo · Sal · Santa Luzia · Santo Antão · São Nicolau · São Vicente

Sotavento-archipel: Brava · Fogo · Maio · Santiago